# 血盆経
『血盆経』（仏説大蔵正教血盆経1巻）は420字余りの中国撰述の短い偽経である。撰述された時期は不明であるが、ミシェル・スワミエ（Michel Soymié 英文）は10世紀以後の作品ではないかと推測している。

## 概要
この経は通常の経典と異なり、仏弟子の目連が羽州追陽県に行ったとき血盆池地獄を見たことから始まる。
女性はお産の出血、あるいは経血の穢れ（血穢）のために血の池地獄に堕ちると説き、そこからの救済を提示する。
『血盆経』の残存するテキストは23本との説があり、この経の草分け的な研究者の校訂したテキストが知られているが、ここではこれに3本加え校訂したテキスト全文を下記に示す。
日本には、女性は血の穢れのために血の池地獄に堕ちるという信仰だけでなく、お産で死んだ女性は血の池地獄に堕ちるという信仰があり、これは『血盆経』諸本には見られないが、血の池地獄を説いた経典は『血盆経』以外に見つかっておらず、松岡秀明は、この信仰も『血盆経』に由来する信仰と考えられるとし、こうした信仰を含め広義に血盆経信仰と定義している。
中国と日本とで異なるが、風土・文化への受容に関する史料は多く、その研究は盛んに行われており、発表されている論文等も容易にアクセスできる。

## 注・出典
1. ↑  「新纂大日本続蔵経」に収録されている。（台湾のCBETA漢文大藏經に「卍新纂大日本續藏經」の電子テキストがあり閲覧可能である。X01n0027 佛說大藏正教血盆經 ）底本と対校本は京都大学所蔵とされているが、その実在の確認ができないので従来問題となっている。
2. ↑  『血盆経の史料的研究』 吉岡義豊、ミシェル・スワミエ編「道教研究 第1冊」 昭森社 1965 p.109 - 166  p.130
3. ↑  諸説あるが不明。
4. 1 2  「血の池地獄を説いた経典はこれまで血盆経しか知られていないことから、血盆経に由来する信仰と考えることが出来よう」／松岡秀明『我が国における血盆経信仰についての一考察』東京大学宗教学年報 巻6　p.85 - 100 1989-03-20  p.86
5. ↑  松岡秀明『我が国における血盆経信仰についての一考察』p.86
6. ↑  ミシェル・スワミエ『血盆経の史料的研究』p.110 - 115。底本は吉岡義豊博士所蔵の大型折本乾隆6年（1741年刊行）他、続蔵本を含む6本を対校したもの。
7. ↑  前川亨『中国における『血盆経』類の諸相 : 中国・日本の『血盆経』信仰に関する比較研究のために』東洋文化研究所紀要 巻142 p.348 – 302 発行日2003-03 pdf p.333 – 334